# Hitoshi Ogawa
 (juillet 2025).
Si vous disposez d'ouvrages ou d'articles de référence ou si vous connaissez des sites web de qualité traitant du thème abordé ici, merci de compléter l'article en donnant les références utiles à sa vérifiabilité et en les liant à la section « Notes et références ».
Hitoshi Ogawa (小河 等, Ogawa Hitoshi), né le 15 février 1956 à Okazaki au Japon, est un pilote de course automobile international japonais. Il s'est tué le 24 mai 1992 lors d'une course de Formule 3000 sur le Circuit de Suzuka à la suite d'une collision avec Andrew Gilbert-Scott.

## Palmarès

### Résultats aux24 heures du Mans
| Année | Écurie            | Copilotes                  | Voiture      | Classe | Tours | Pos. | Class Pos. |
| ----- | ----------------- | -------------------------- | ------------ | ------ | ----- | ---- | ---------- |
| 1988  | Toyota Team Tom's | Paolo Barilla Tiff Needell | Toyota 88C   | C1     | 283   | 24e  | 15e        |
| 1989  | Toyota Team Tom's | Paolo Barilla Ross Cheever | Toyota 89C-V | C1     | 45    | Abd. | Abd.       |
| 1990  | Toyota Team Tom's | Geoff Lees Masanori Sekiya | Toyota 90C-V | C1     | 347   | 6e   | 6e         |